# Freightliner Trucks

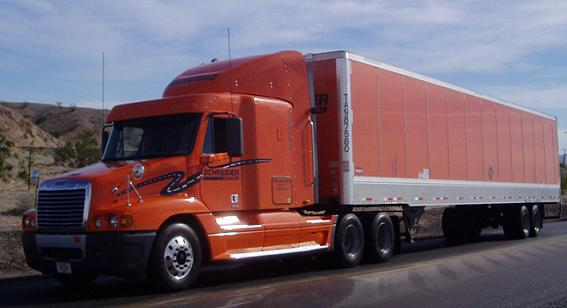
SNC Century

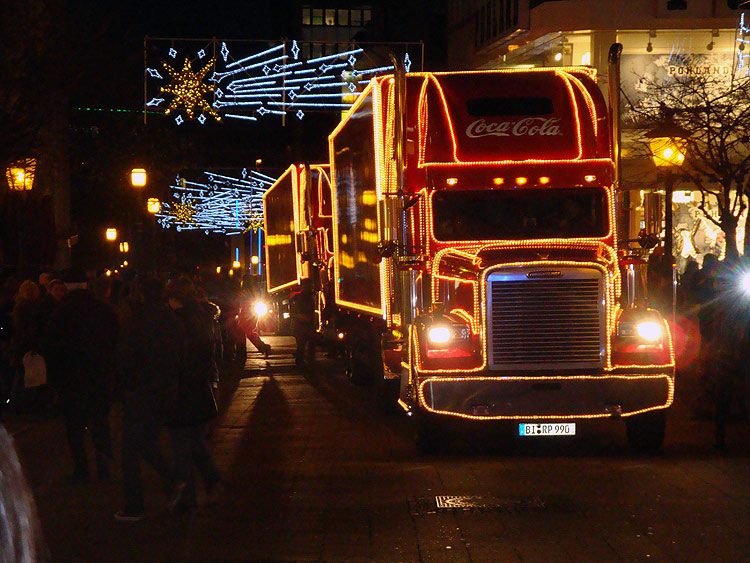
Різдвяний перевізник кока-коли «Freightliner», 9 листопада, Ессен, Німеччина

Freightliner Trucks — американський виробник великовагових вантажівок категорії N3, шасі, тягачів напівпричепів, дизельних двигунів, комплектуючих частин до них, а також вантажівок середньої вантажності категорії N2. Компанія була заснована як Freightliner Inc у 1942 році. З 1981-го належить німецькому автоконцерну Daimler AG і є підрозділом Daimler Trucks North America.
Із 2005 року компанія є найбільшим виробником великовагових вантажівок у Північній Америці з щорічним доходом у 32 мільярди US$ і, попри те, що за критеріями рейтингу Fortune 500 найбільших компаній Сполучених Штатів Freightliner міг би зайняти 125-те місце, його не занесено до рейтингу, оскільки Freightliner є власністю неамериканської компанії «Daimler AG».

## Історія

### Становлення «Freightliner» як північноамериканської компанії
Ще у 1930-их компанія консолідованих «далекобійних» перевезень (англ. Consolidated Freightways) ухвалила рішення розпочати виробництво власних вантажівок, прийшовши до висновку, що найбільшим великоваговим вантажівкам бракувало потужності на крутих гірських підйомах заходу Сполучених Штатів. Виробництво вантажівок під брендом «Freightliners» було розпочато у 1942-му з реконструйованих «Fageols» на першому власному заводі у Солт-Лейк-Сіті, штат Юта.
Друга світова війна призвела до припинення виробництва, яке відновилось після її завершення вже в місті Портленд, штат Орегон, де зараз розташована штаб-квартира компанії.
У 1947-му було продано «на сторону» першу вантажівку. Її придбав виробник автонавантажувачів — компанія «Hyster», що також розташована в Портленді. Зараз ця вантажівка знаходиться в колекції Смітсонівського інституту у Вашингтоні.
Для зменшення собівартості продукції та намагаючись збільшити обсяги виробництва і обсяги продаж, у 1951 році було укладено угоду із компанією «White Motor Company» з міста Клівленда, що в штаті Огайо, стосовно продажу вантажівок через її дилерські мережі у США та у Канаді. Співпраця компаній протягом чверті століття призвела до того, що вантажівки «White Freightliner» із кабіною, розташованою над двигуном (англ. cab-over-engine models (COE)), стали легко розпізнаватися на дорогах цілого континенту. Такі вантажівки становили понад 50 % від загальної кількості вантажівок, не дивлячись на те, що традиційна компоновка автомобіля-тягача забезпечувала легший доступ до місця водія та до двигуна під час обслуговування. Основною причиною цього була вимога американських правил, які обмежували розміри автопоїзда від бампера тягача до заднього габариту автопоїзда.
У 1961 році з метою уникнення втрат на митне оформлення призначених для канадського ринку завершених транспортних засобів розпочалося виробництво вантажівок у канадському місті Бернабі, провінція Британська Колумбія. Складальні заводи в Індіанаполісі та в Чино, штат Каліфорнія, які доповнили основний завод, що розташований на острові Сван (англ. Swan Island) у м. Портленд, забезпечували ринок США.
У 1969 році був відкритий новий складальний завод, розташований на вулиці Північний басейн (англ. North Basin St.), який пізніше був перепрофільований на виробництво комплектуючих частин.
У 1974 році було розірвано угоду із компанією «White Motor Company», у якої ще на початку 1970-их виникли проблеми, і «Freightliner» став незалежним виробником і продавцем власної продукції. Після закриття компанії White Motor частина її дилерів продовжила представляти продукцію Freightliner.
У 1979 році в Маунт Холлі, що в агломерації міста Шарлотт, штат Північна Кароліна, був збудований новий завод компанії та завод з виробництва комплектуючих частин у Гастонії — місті-сателіті, що входить до цієї ж агломерації. Продовжувалося нарощування обсягів продукції.

### Зміна власника
1979-й рік став переломним для індустрії вантажних перевезень і виробництва вантажівок у США. У 1980 році Президент Джиммі Картер підписав закон «Motor Carrier Act of 1980», який було введено в дію з 01.08.80 і який скасував значну частину регуляторних механізмів у галузі наземного й повітряного транспорту, що мало негативний вплив на фінансові справи компанії. Компанія, яка процвітала до скасування регуляторних механізмів у галузі перевезень, які вона успішно використовувала в конкурентній боротьбі, була поставлена в скрутне становище після їх скасування. Такі зміни викликали проблеми в конкурентоспроможності компанії і в травні 1981 року виробництво вантажівок і бренд «Freightliner» були продані компанії Daimler-Benz. Заводи в Чино та Індіанаполісі були закриті. Компанія консолідованих «далекобійних» перевезень продовжувала перевізний бізнес до 2002 року, після чого припинила його.
У 1982 році в США на законодавчому рівні були змінені умови ведення бізнесу в галузі здійснення перевезень і в галузі виробництва вантажівок та ряд вимог до вантажівок і автопоїздів, зокрема до показників ваги і до габаритних розмірів. Були зняті обмеження довжини автопоїздів, залишились тільки обмеження довжини тягача.
У 1989-му «Freightliner» придбав завод з виробництва автобусів MAN поблизу містечка Клівленд, що в штаті Північна Кароліна.
У 1991-му році компанія замінила автомобілі «Mercedes-Benz» середньої вантажності, які погано продавалися, новою серією вантажівок Business Class, спроєктованих для Північної Америки з використанням комплектуючих частин європейських вантажівок середньої вантажності, що принесло успіх на ринку.
Окрім цього, за активної участі Дітера Цетше було оздоровлено фінансову політику, що покращило справи компанії. Було закрито завод у Бернабі, провінція Британська Колумбія в Канаді, та на заміну йому було побудовано новий завод у місті Сент-Томас, провінція Онтаріо. Запровадження нових, більш прогресивних технологій, та програма зниження собівартості продукції дали змогу відновити дохідність, не дивлячись на несприятливі умови на ринку.
Окрім змін та криз на ринку, на діяльність компанії також мала суттєвий вплив боротьба робітників компанії за свої права, страйки, масові звільнення, закриття та відкриття заводів. Подальший розвиток компанії був пов'язаний із чисельними придбаннями та продажами ряду північноамериканських компаній-виробників вантажівок, шасі для пожежної техніки і, автобусів та/або їх заводів, а також, заводу з виробництва дизельних двигунів та комплектуючих  частин трансмісій і шасі «Detroit Diesel Corp.». Усі придбання і продажі були спрямовані на вдосконалення виробничих процесів і технологій з метою зниження собівартості і підвищення конкурентоспроможності продукції компанії. Пізніше значна частина придбаних брендів, компаній і заводів стали підрозділами як безпосередньо компанії «Freightliner», так і «Daimler AG».
Економлячи на митних витратах та на вартості робочої сили, у 90-их роках розпочато виробництво продукції в Мексиці та в Бразилії на заводах, що належали «Daimler-Benz».
Після того, як DaimlerChrysler у 2007 році продав підрозділ Chrysler компанії Cerberus Capital Management, змінивши свою назву на «Daimler AG», 7 січня 2008 року було оголошено про зміну назви компанії «Freightliner Trucks» на «Daimler Trucks North America LLC», до якої «Freightliner Trucks» увійшов як підрозділ.
У 2007-му Freightliner звільнив 800 робітників зі свого заводу в Портленді, перевівши виробництво на новий завод в Мексиці. Однак, повного закриття заводу у Портленді не відбулося. На ньому залишилося виробництво військової техніки та вантажівок «Western Star». Більше, ніж 230 портлендських робітників було звільнено у 2013.
Сучасний «Freightliner» продовжує свою діяльність в галузі виробництва вантажівок і тягачів із дизельними двигунами, шасі, а також, дизельних двигунів, застосовуючи при цьому двигуни Mercedes-Benz, Cummins, Eaton . Товарний знак «Freightliner» прикрашає вантажівки «Sprinter», які вироблені в Європі для північноамериканського ринку і продаються на ньому через дилерські мережі Freightliner. Ці вантажівки також продаються через дилерську мережу Chrysler під брендом «Dodge Sprinter», а у кінці 2000-го року на заводі Freightliner розпочато складання вантажо-пасажирських «Freightliner-Sprinter» для ринків США та Канади. Основна відмінність від аналогів «Mercedes-Sprinter» — у облицюванні, яке набуло характерного для «Freightliner» стилю, та на якому розміщено емблему фірми, а також, у зовнішніх світлових приладах, виготовлених у відповідності до американських стандартів.
Взявши за прототип вантажівки середньої вантажності «Ford Cargo» із кабіною, розташованою над двигуном (англ. cab-over-engine models (COE)), налагоджено виробництво вантажівок сімейства «Cargo».
Компанія веде успішну боротьбу за економічність вантажівок та їх екологічність із застосуванням газодизелів та гібридних силових установок. У 2009-му завод Freightliner у Маунт Холлі, що у агломерації міста Шарлотт, штат Північна Кароліна, розпочав виробництво вантажівок, що працюють на природному газі, а у 2013-му було оголошено, що завод у Клівленді розпочне виробництво вантажівок «Cascadia» із газодизельними двигунами Cummins. Вантажівки середньої вантажності класу Business Class M2 обладнуються гібридними електричними силовими установками. Силові паралельні електричні гібридні установки Eaton®, що встановлюються на моделі Business Class M2 106, дозволяють економити 25÷60 % палива на модифікаціях, призначених для експлуатації в міських умовах і 20÷30 % палива вантажівками і тягачами, що експлуатуються у міжміському сполученні.

## Моделі

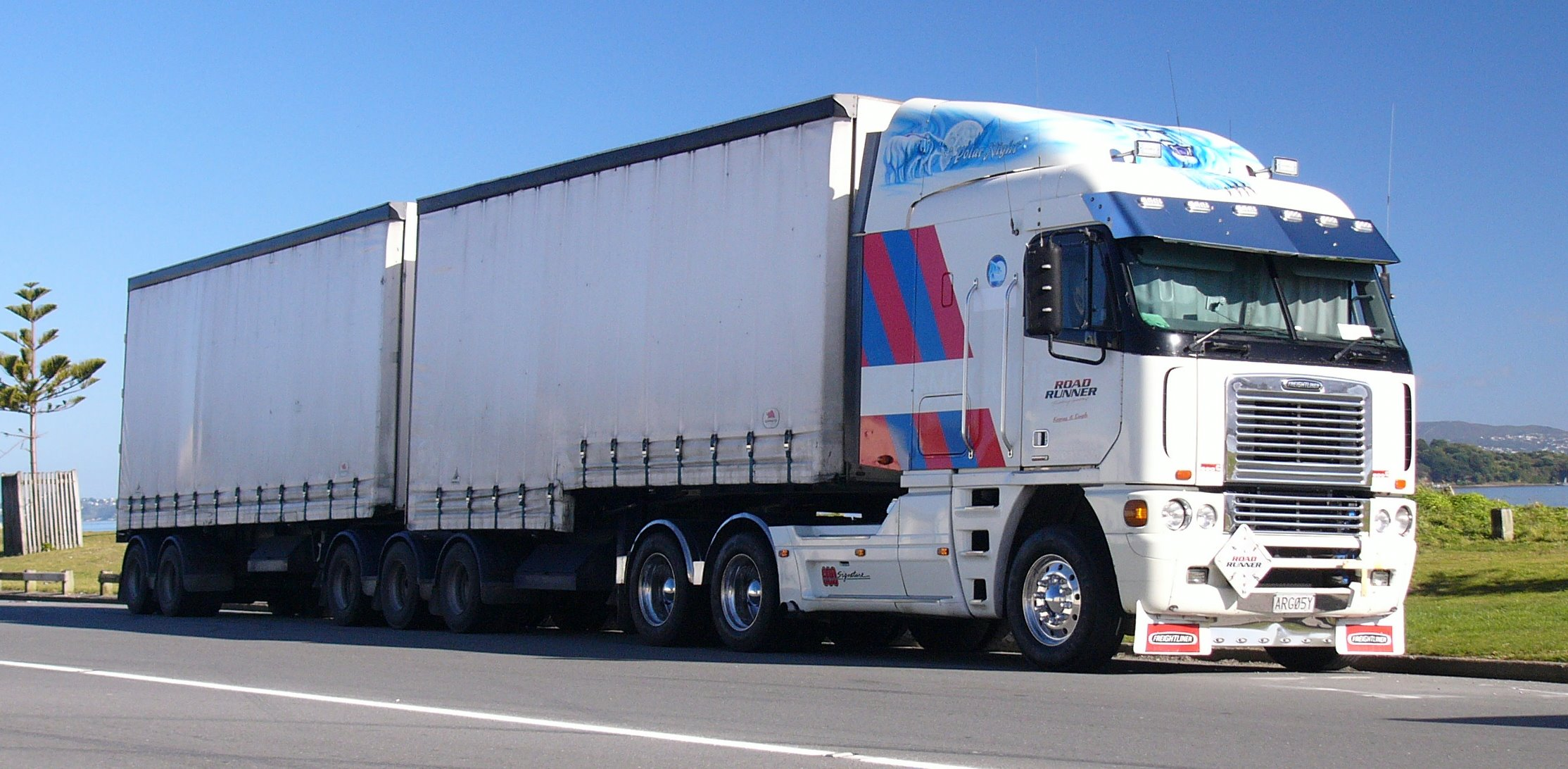
Freightliner Argosy

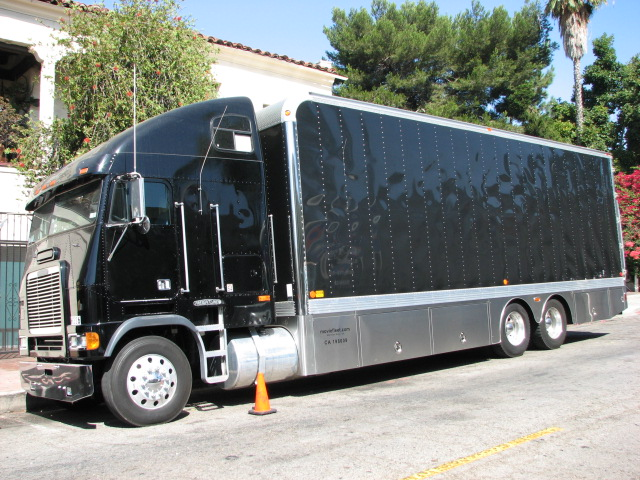
Freightliner FLB

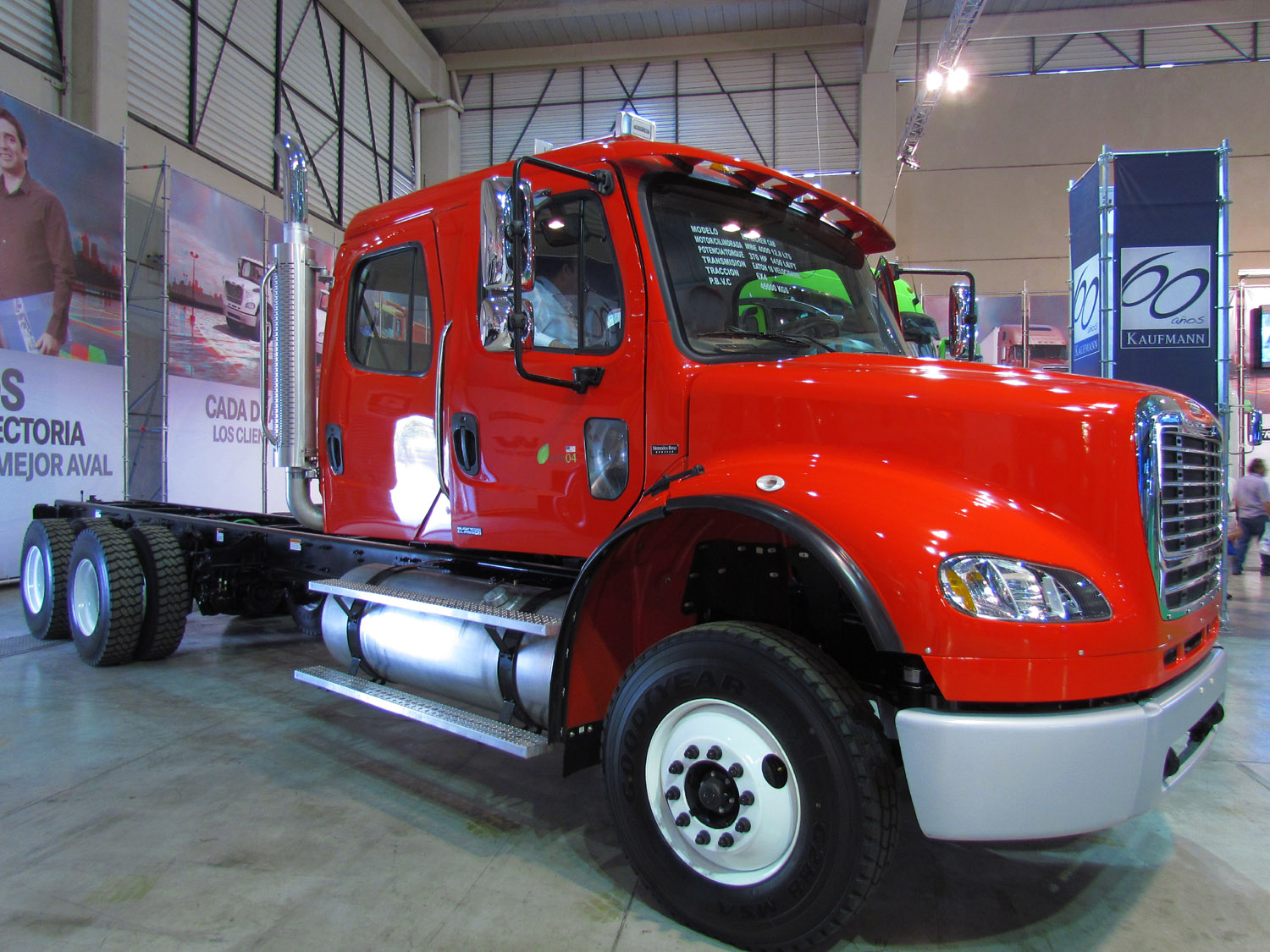
Freightliner M2 Business Class

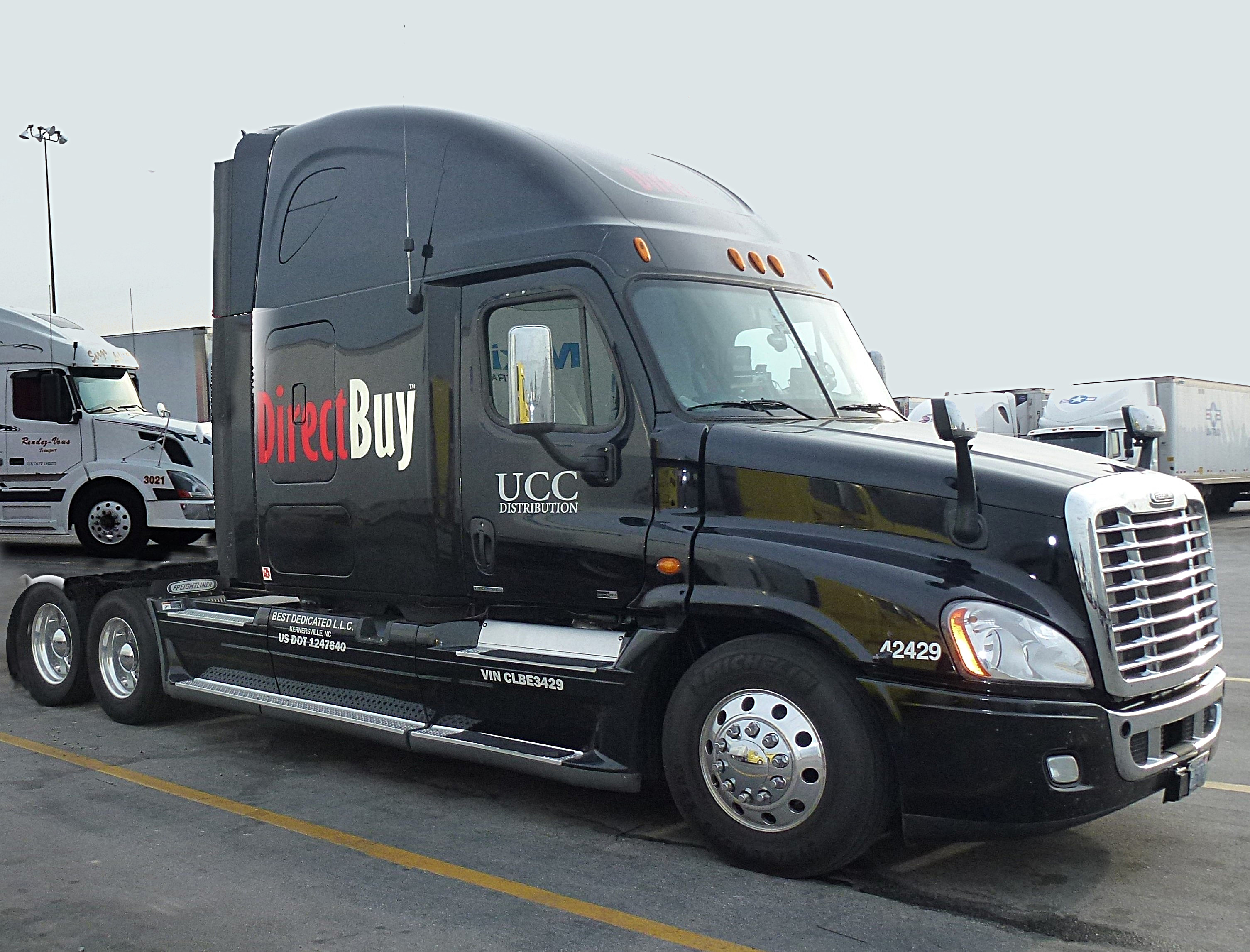
Freightliner Cascadia

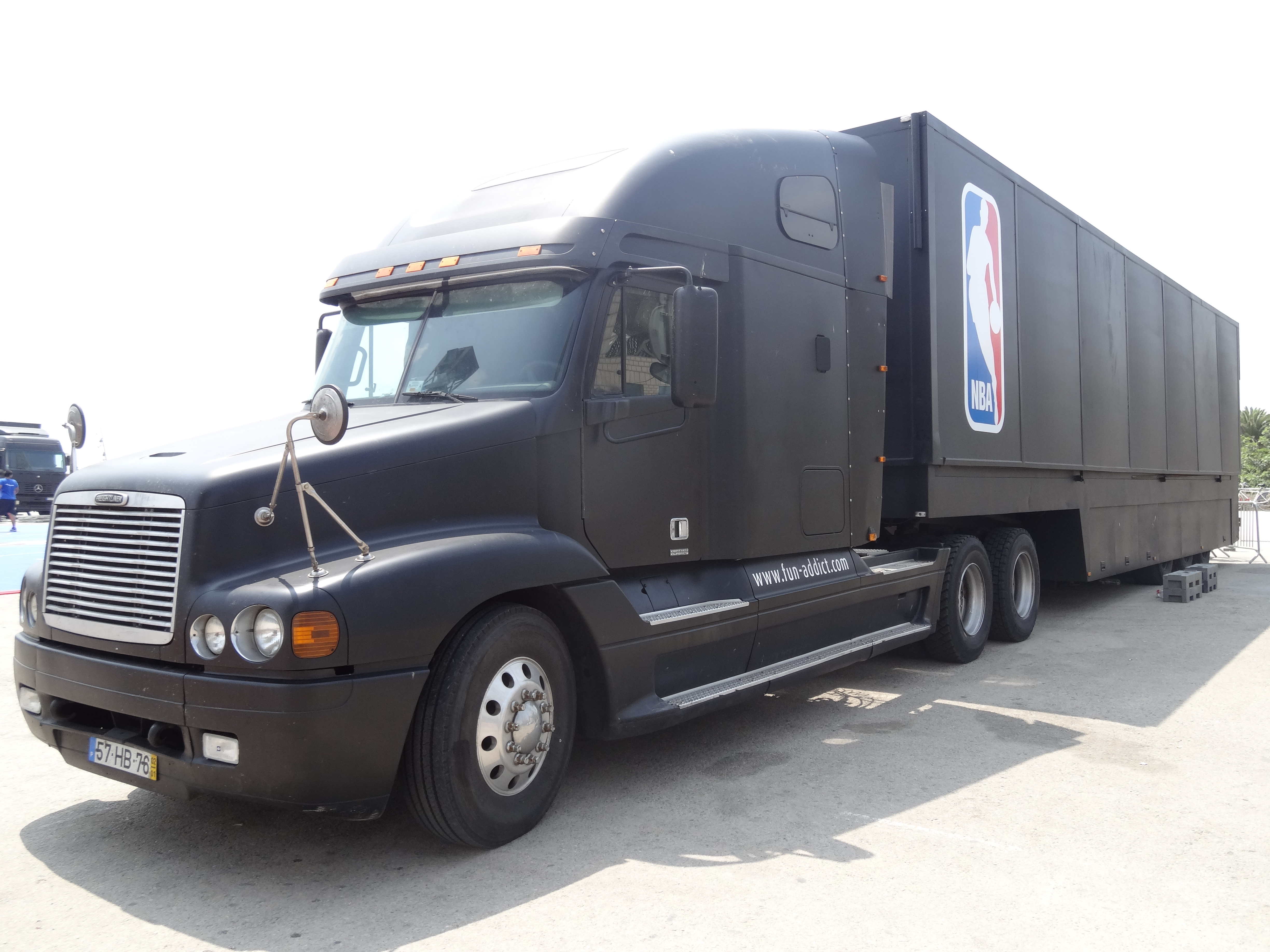
Freightliner Century Class

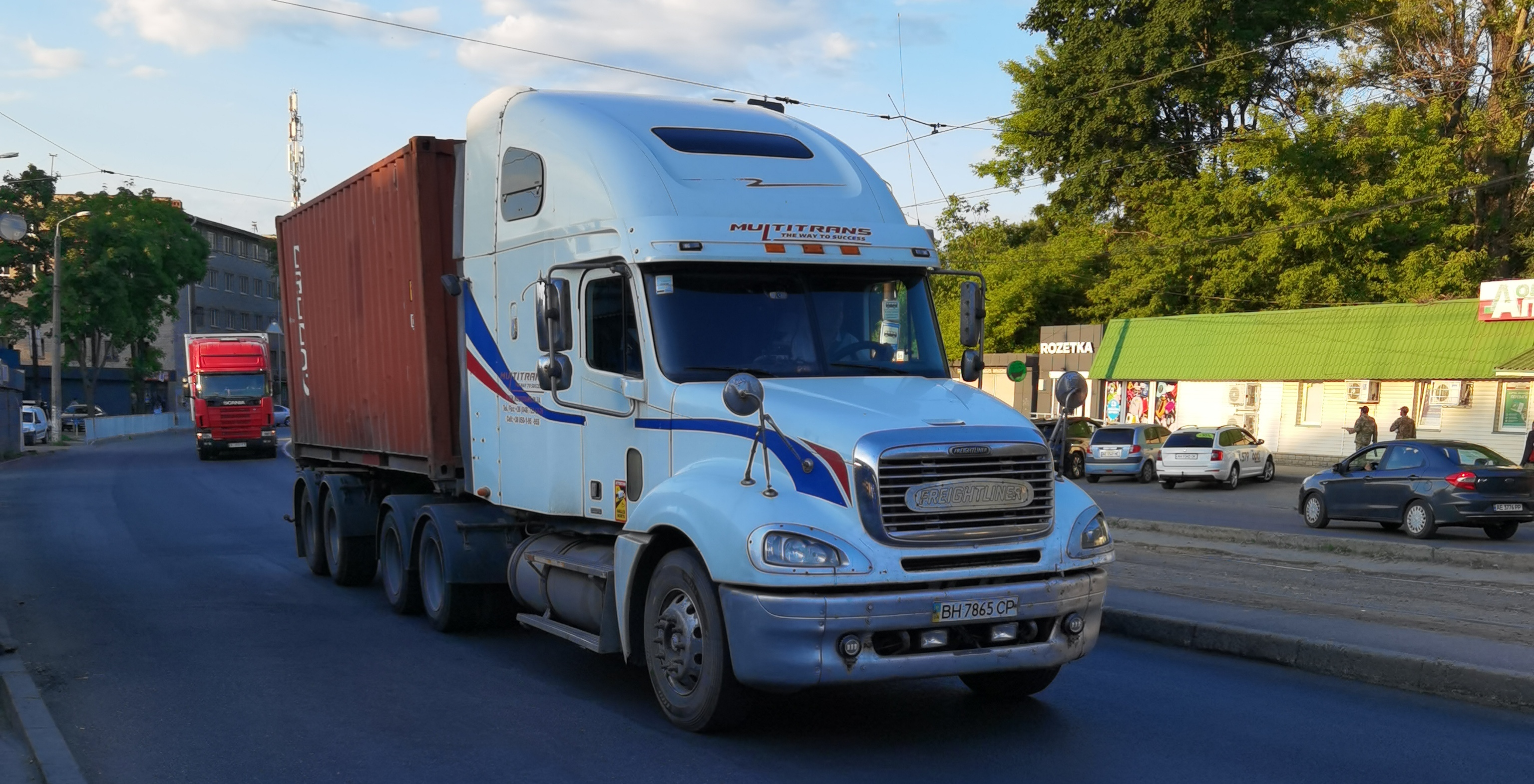
Freightliner Columbia в Україні

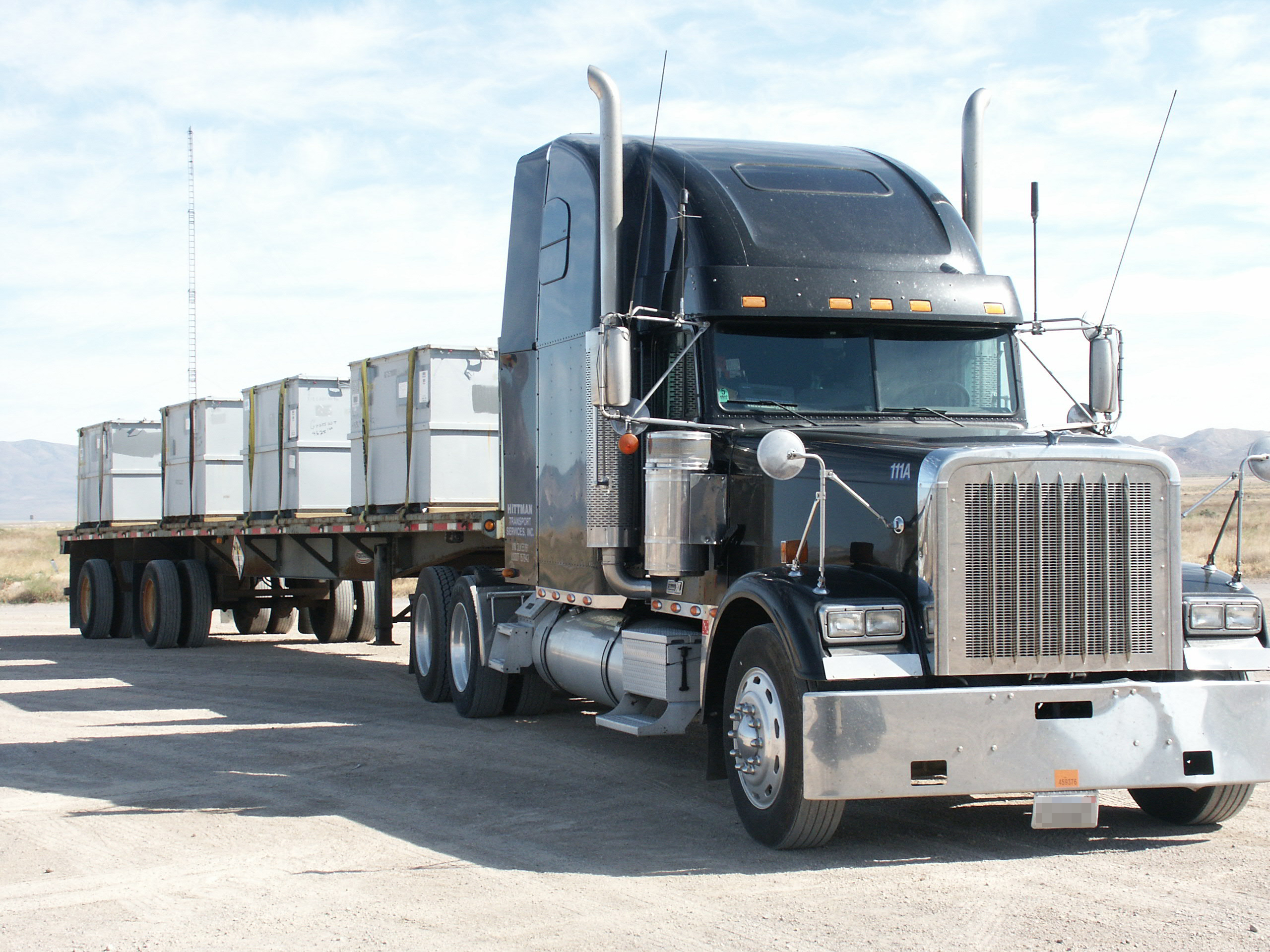
Freightliner Classic

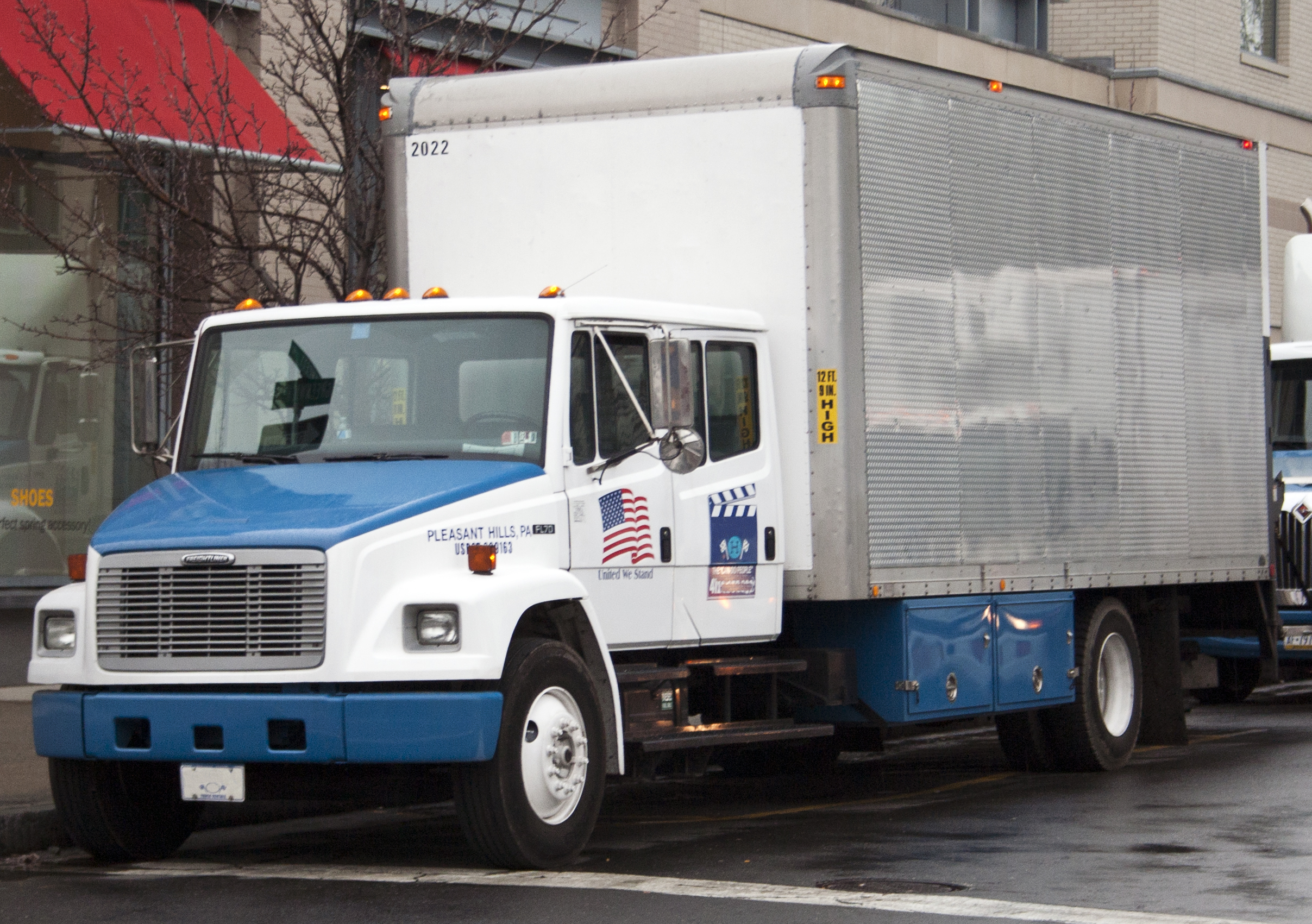
Freightliner FL70

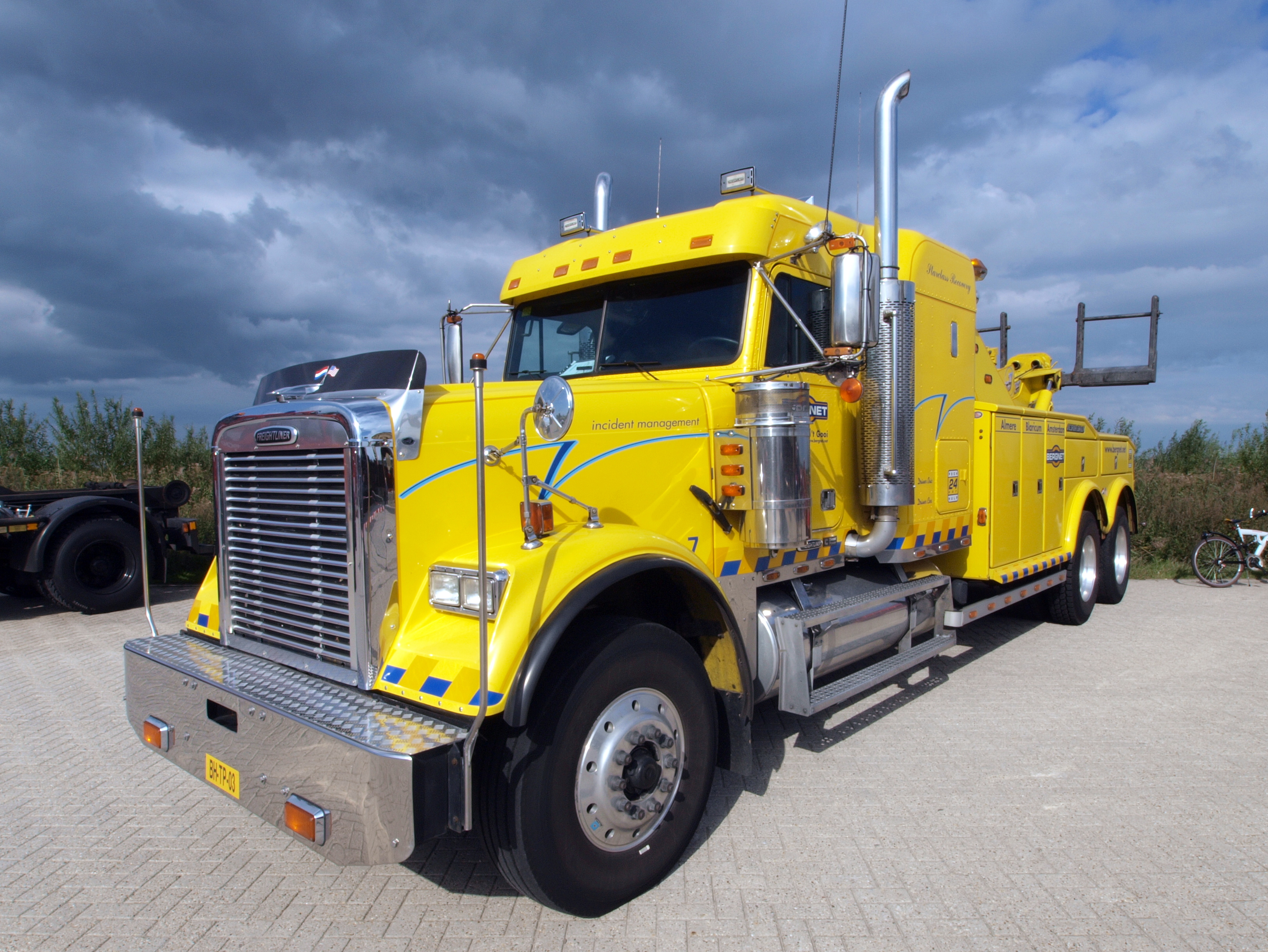
Freightliner FLD 120

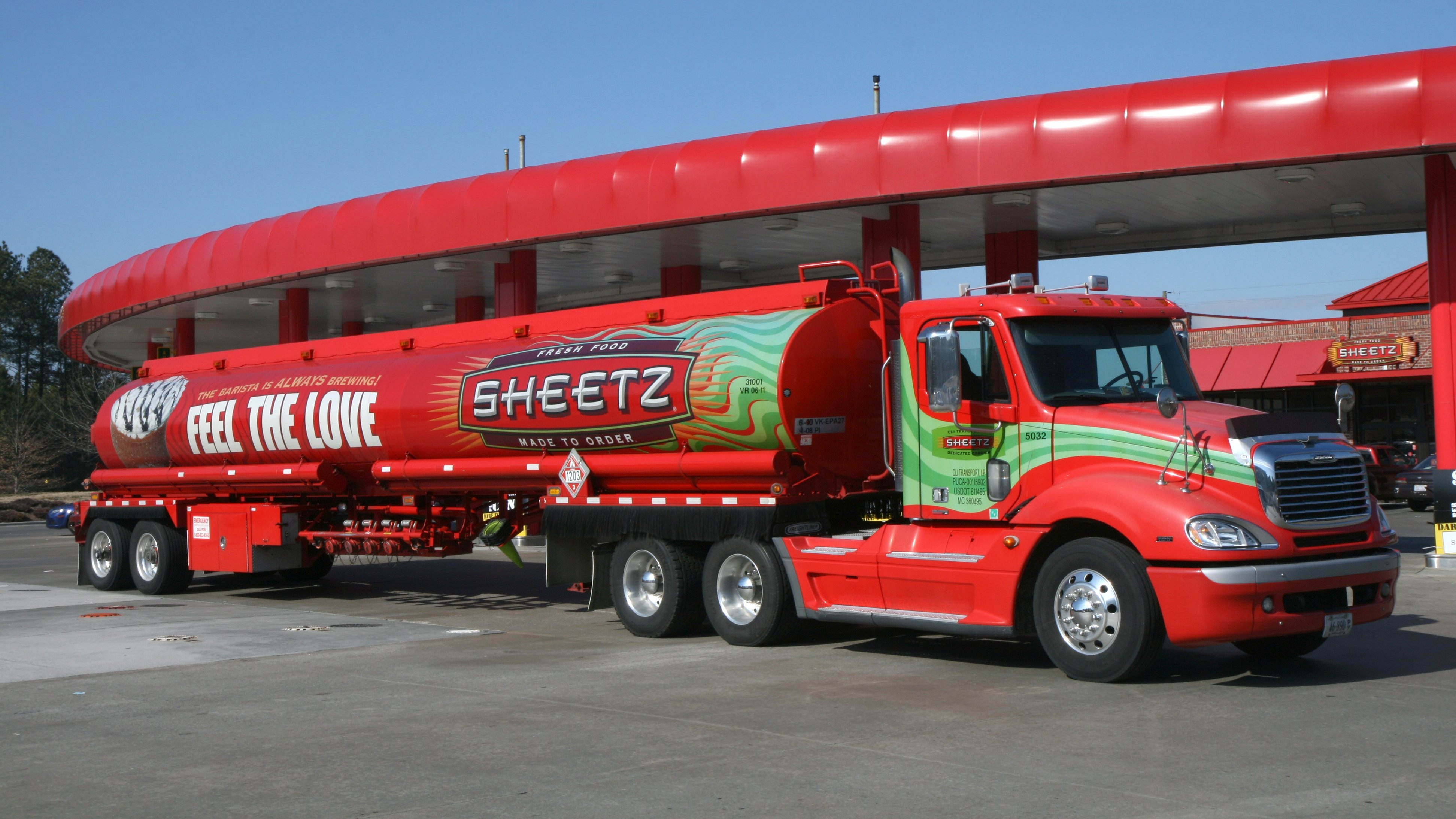
Автоцистерна з тягачем Columbia

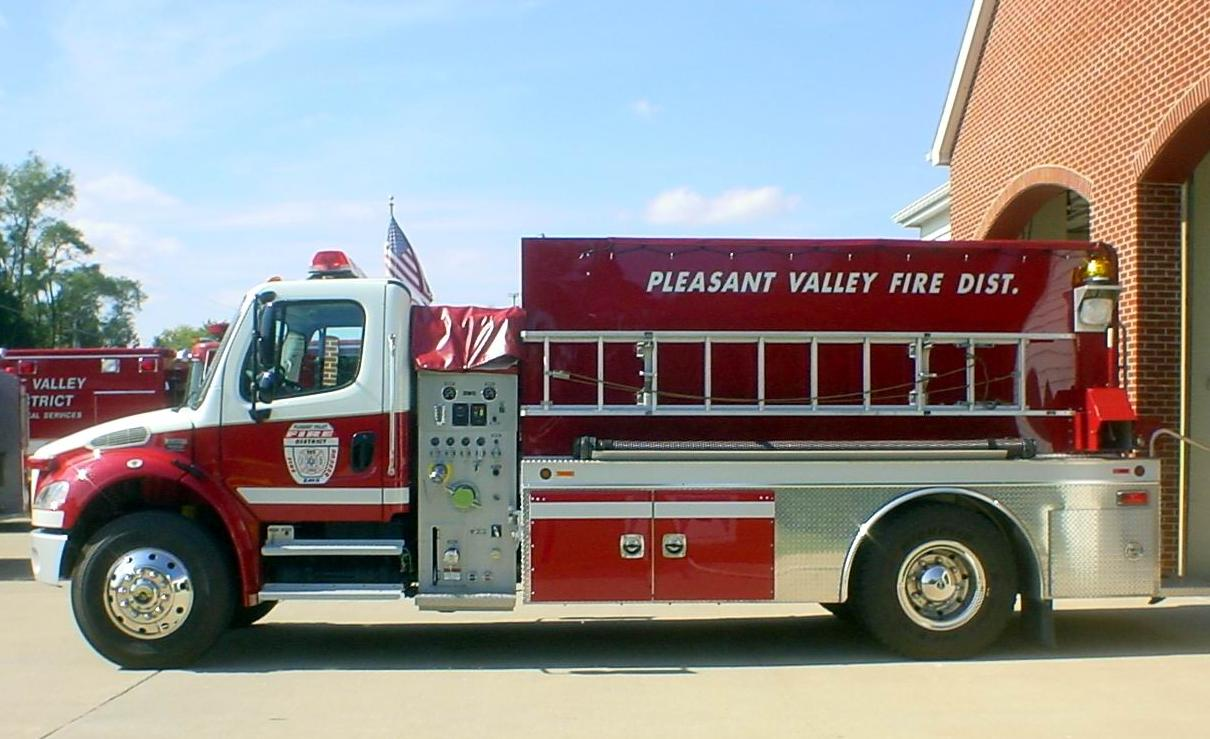
Пожежний автомобіль на шасі Freightliner M2 Business Class

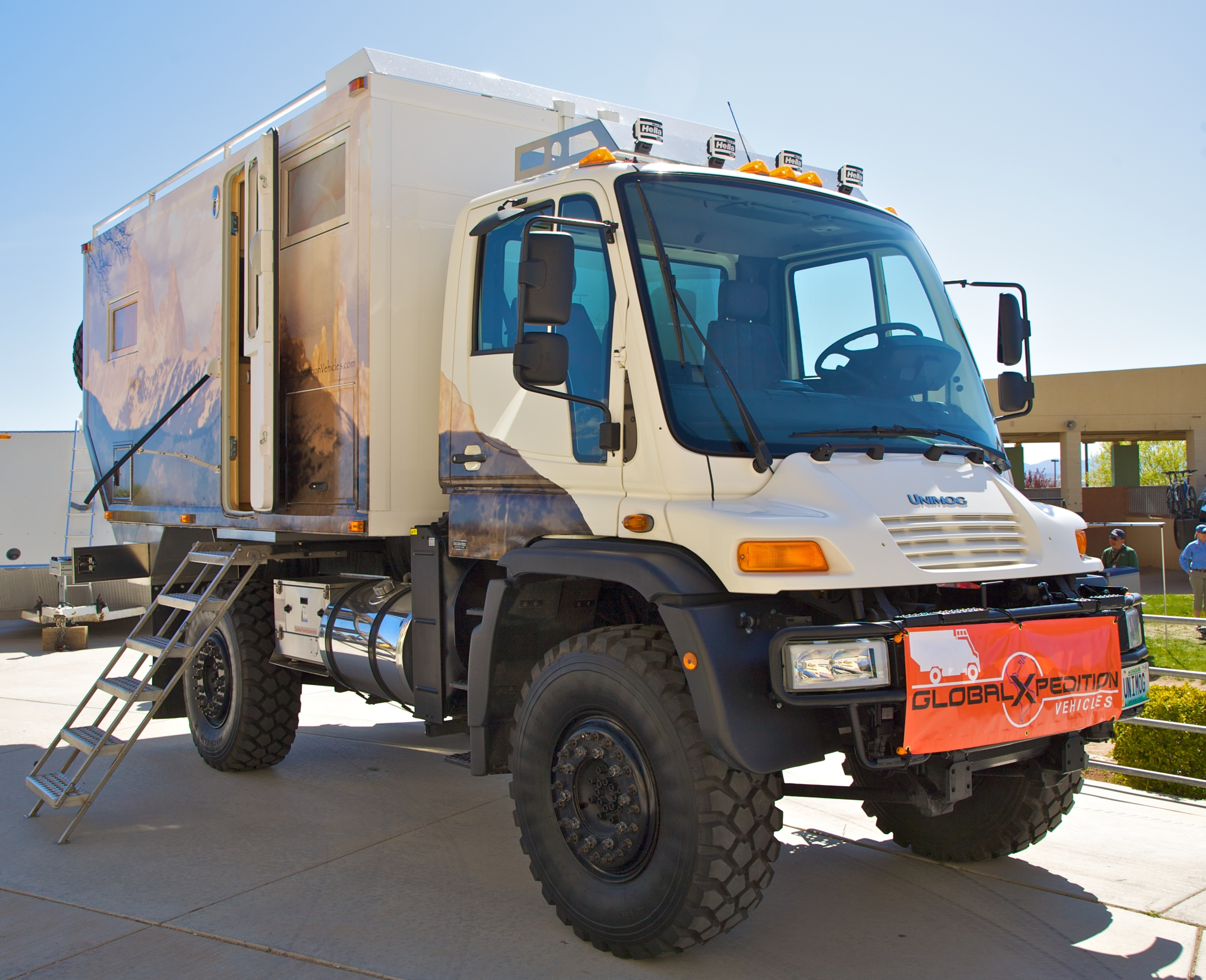
Freightliner Unimog U500

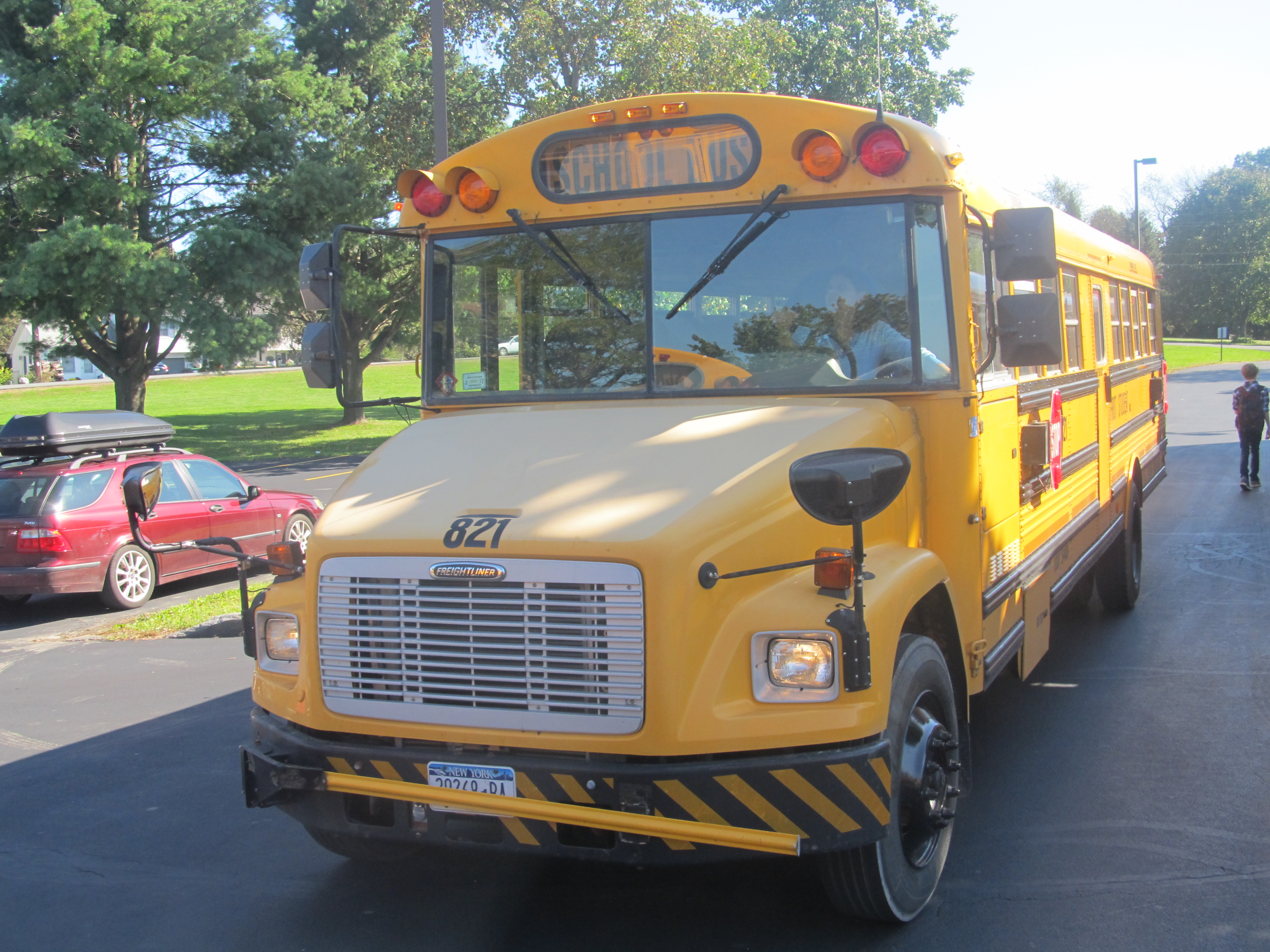
Freightliner FS-65

### Вантажні автомобілі та тягачі
З кабіною, розташованою над двигуном
- Argosy
- FLB-Series
  - FLB
  - FLB 100 42T
  - FLB 104 64
  - FLB 9664
- Cargo-Series
  - LC Cargo FC70
  - LC Cargo FC80
- Condor

З класичною кабіною
- Business Class M2:
  - Business Class M2e Hybrid
  - Business Class M2 106
  - Business Class M2 112
  - Business Class M2 106V
  - Business Class M2 112V
- Cascadia (кодовий номер P3)
- Century Class:
  - Century C120
  - Century Class S/T (кодовий номер P2)
- Classic Series:
  - Classic
  - Classic XL
- Columbia:
  - Columbia CL 120
- Coronado
- Original Coronado
- FL-Series
  - FL
  - FL 112
  - FL 50
  - FL 60
  - FL 70
  - FL 80
- FLA-Series
  - FLA
  - FLA 104
  - FLA 104 64
  - FLA 75
  - FLA 7542T
  - FLA 8662
  - FLA 8664T
  - FLA 9664
  - FLA 9664T
- FLC-Series
  - FLC
  - FLC 112
  - FLC 112 62 ST
  - FLC 120
  - FLC 120 64
  - FLC 120 64 T
- FLD-Series
  - FLD
  - FLD 112
  - FLD 120 42 S
  - FLD 120 64 ST
  - FLD 120 64 T
  - FLD 120 HD
  - FLD 120 SD
  - FLD 120 SFFA
  - FLD 132 64T Classic XL
  - FLD 120
  - FLD-SD
- FLT-Series
  - FLT
  - FLT 6442
  - FLT 9664
  - FLT 7564
- SD-Series:
  - 108SD
  - 114SD
  - 122SD

Малої та середньої вантажності
- Freightliner Sprinter
- Step Van:
  - Step Van MT-45
  - Step Van MT-55

### Спеціалізовані
Автоцистерни
- На шасі серії Business Class M2:
- На шасі Columbia;

Пожежні автомобілі
- На шасі серії Business Class M2:

Швидка допомога
- На шасі серії Business Class M2:

Утилітарні для міського господарства
- Unimog U500.

### Автобуси
- На шасі серії С2:
  - C2 (автобусні шасі)
- На шасі FS-Series
  - FS-65

## Основні підрозділи компанії і партнери-виробники автомобілів Freightliner
- США. Freightliner Trucks LLC (Daimler Trucks North America LLC). Штаб-квартира у м. Портленд, штат Орегон. Заводи у:
  - м. Портленд, штат Орегон;
  - м. Маунт-Холл, що у агломерації міста Шарлотт, штат Північна Кароліна;
  - м. Клівленд, штат Північна Кароліна;
- США. Freightliner Custom Chassis Corp. Штаб-квартира та завод у м. Гаффні, штат Південна Кароліна;
- США. Thomas Built Buses Inc. Штаб-квартира та завод у м. Хай-Пойнт, штат Північна Кароліна.
- США. Detroit Diesel Corporation. Штаб-квартира та завод у м. Детройт, штат Мічиган;

- Канада. Freightliner of Canada Ltd. Штаб-квартири у м. Бернабі, провінція Британська Колумбія та у м. Сент-Томас, провінція Онтаріо. Заводи у:
  - м. Бернабі, провінція Британська Колумбія (закритий у 1992 році);
  - м. Сент-Томас, провінція Онтаріо;
- Канада. Freightliner Sterling Division. Штаб-квартира та завод у м. Сент-Томас, провінція Онтаріо;

- Мексика. DaimlerChrysler Vehiculos Comerciales (Відділення Daimler Trucks North America LLC). Штаб-квартира у м. Сантьяго-Т'янгістенко-де-Галеана, штат Мехіко. Заводи у:
  - м. Сантьяго-Т'янгістенко-де-Галеана, штат Мехіко;
  - м. Сальтільйо, штат Коауїла;
- Мексика. Western Star Trucks (Відділення Freightliner Trucks LLC). Штаб-квартира та завод у м. С'юдад-Саагун, штат Ідальго;

- Бразилія. DaimlerChrysler do Brasil Ltda (Відділення Daimler AG). Штаб-квартира у м. Сан-Бернарду-ду-Кампу, штат Сан-Паулу.

## Автомобілі «Freightliner» у медіа-просторі
Вантажівки Freightliner є «героями» відомих кінофільмів-трилерів «Термінатор 2: Судний день», «Термінатор 3: Повстання машин», «Міцний горішок 4.0», «Оселя зла: Апокаліпсис» та новорічної реклами Кока-коли.
Вантажівки Freightliner, окрім серії масштабних моделей, які є популярними в чисельної армії колекціонерів, також є «героями» комп'ютерних ігор, де вони моделюються із скрупульозною точністю як габаритів, зовнішності, так і технічних деталей і характеристик.
У грі Далекобійники 3: Підкорення Америки моделі Argosy, Century, Coronado та FLD 120 Classic XL є ліцензовані виробником. У грі 18 Wheels of Steel: Haulin' змодельовані вантажівки Classic, Columbia, Columbia sleeper, Coronado, Argosy, Century Class.

## Цікаво знати
На портлендському заводі компанії Freightliner працював механіком відомий американський сатиричний письменник і вільний журналіст, що живе в Портленді, штат Орегон, Ча́рльз Ма́йкл «Чак» Пола́нік (англ. Charles Michael «Chuck» Palahniuk, укр. Палагнюк), найбільш відомий своїм романом «Бійцівський клуб».